# Marc Birsens
Marc Birsens (ur. 17 września 1966) – piłkarz luksemburski grający na pozycji obrońcy. W swojej karierze rozegrał 53 mecze i strzelił 1 gola w reprezentacji Luksemburga.

## Kariera klubowa
Swoją karierę piłkarską Birsens rozpoczął w klubie Union Luxembourg. Zadebiutował w nim w sezonie 1987/1988 w lidze luksemburskiej. W sezonach 1989/1990, 1990/1991 i 1991/1992 wywalczył z US trzy tytuły mistrza Luksemburga. Wraz z US zdobył także trzy Puchary Luksemburga w sezonach 1988/1989, 1990/1991 i 1995/1996.
Latem 1996 roku Birsens odszedł do CS Grevenmacher. Grał w nim przez sezon. W 1997 roku wrócił do Union Luxembourg. Grał w nim do 2000 roku. W 2000 roku został zawodnikiem US Rumelange. W 2002 roku zakończył w nim swoją karierę.
| Sezon   | Klub             | Kraj       | Rozgrywki         | Mecze | Bramki |
| ------- | ---------------- | ---------- | ----------------- | ----- | ------ |
| 1987/88 | Union Luxembourg | Luksemburg | Nationaldivisioun | 28    | 6      |
| 1988/89 | Union Luxembourg | Luksemburg | Nationaldivisioun | 27    | 0      |
| 1989/90 | Union Luxembourg | Luksemburg | Nationaldivisioun | 25    | 3      |
| 1990/91 | Union Luxembourg | Luksemburg | Nationaldivisioun | 28    | 0      |
| 1991/92 | Union Luxembourg | Luksemburg | Nationaldivisioun | 25    | 2      |
| 1992/93 | Union Luxembourg | Luksemburg | Nationaldivisioun | 24    | 2      |
| 1993/94 | Union Luxembourg | Luksemburg | Nationaldivisioun | 23    | 1      |
| 1994/95 | Union Luxembourg | Luksemburg | Nationaldivisioun | 14    | 2      |
| 1995/96 | Union Luxembourg | Luksemburg | Nationaldivisioun | 22    | 1      |
| 1996/97 | CS Grevenmacher  | Luksemburg | Nationaldivisioun | 17    | 2      |
| 1997/98 | Union Luxembourg | Luksemburg | Nationaldivisioun | 22    | 2      |
| 1998/99 | Union Luxembourg | Luksemburg | Nationaldivisioun | 20    | 2      |
| 1999/00 | Union Luxembourg | Luksemburg | Nationaldivisioun | 3     | 0      |
| 2000/01 | US Rumelange     | Luksemburg | Nationaldivisioun | 28    | 3      |
| 2001/02 | US Rumelange     | Luksemburg | Nationaldivisioun | 25    | 1      |

## Kariera reprezentacyjna
W reprezentacji Luksemburga Brisens zadebiutował 27 kwietnia 1988 roku w przegranym 0:3 towarzyskim meczu z Włochami, rozegranym w Luksemburgu. W swojej karierze grał w: eliminacjach do MŚ 1990, do Euro 92, do MŚ 1994, do Euro 96, do MŚ 1998 i do Euro 2000. Od 1988 do 2000 roku rozegrał w kadrze narodowej 53 mecze i strzelił 1 gola.